# Palapalestre
Il Palapalestre, o Palapalestre John Caneparo, di Ferrara, è un palazzetto dello sport della città estense.

## Struttura
Il palazzetto si trova accanto alla cerchia delle mura in via Tumiati all'angolo con via Porta Catene ed è circondato da un'area verde. 
La struttura ha un piano terra dove si trova il campo da gioco principale di circa 626 m² con un'altezza minima di 6,7 m, pavimentato con pannelli in legno di rovere.
Vi sono spogliatoi per gli atleti, per gli arbitri e servizi per il pubblico.
Al primo piano si trovano due palestre per allenamenti con i rispettivi servizi.
Al secondo piano vi sono altre due palestre adatte agli allenamenti di scherma, sempre con i servizi.

## Aspetti artistici

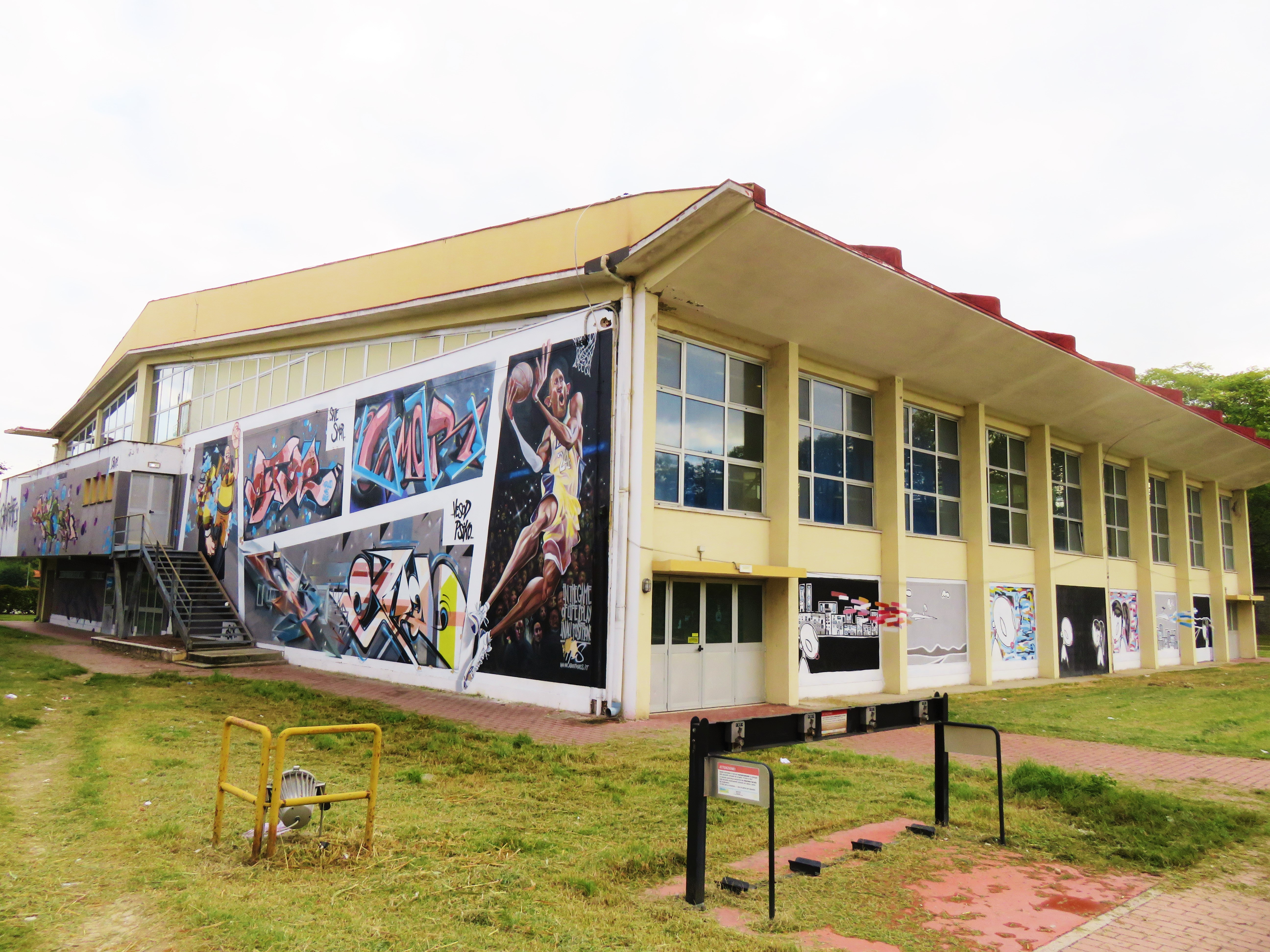
Palapalestre di Ferrara. Graffiti sulle facciate esterne.

Tutta la superficie esterna dell'edificio, per i suoi 4 lati, è decorata con graffiti opera di noti street artist chiamati a Ferrara nell'ambito di un progetto di riqualificazione unico in città, che ha coinvolto l’associazione Articiok, il Coni (sezione di Ferrara) e la direzione della palestra. Vi hanno lavorato Raptuz, Human Alien, Vesod, Don Bro e diversi altri.

## Utilizzo

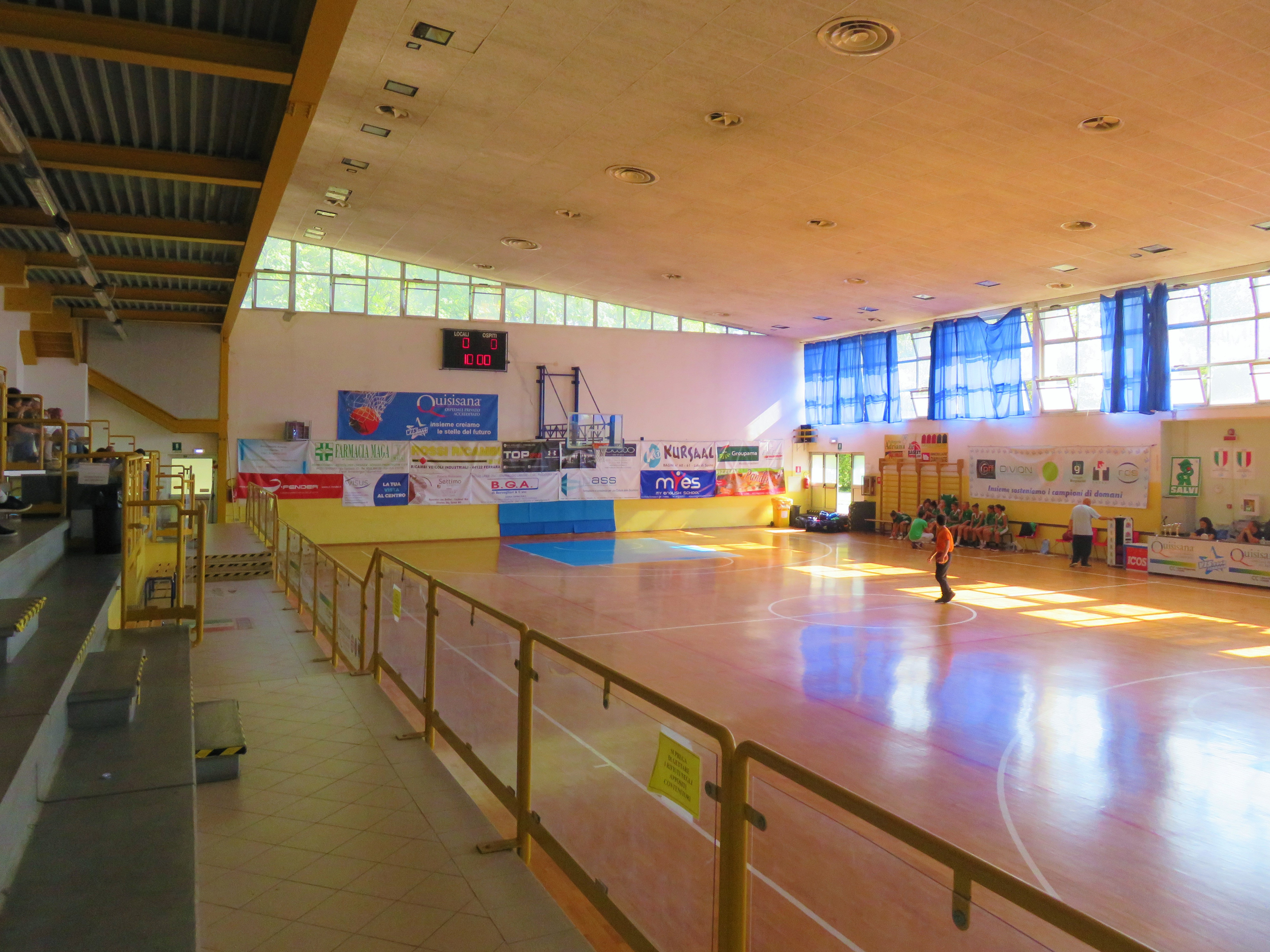
Il Palapalestre durante una manifestazione agonistica.

Grazie alle sue caratteristiche il palazzetto, seppur non di grandi dimensioni, si presta ad ospitare incontri anche a livello internazionale per varie specialità sportive.
Nel corso degli anni vi si sono svolte manifestazioni e gare di tchoukball, scherma, pallavolo, pallacanestro, pugilato, arti marziali ed altre attività diverse, non necessariamente di carattere sportivo.